# Римски календар
Римският календар е календарът, използван в древен Рим от царската и републиканската епоха. Това понятие често включва и Юлианския календар, установен след реформите на Юлий Цезар и Октавиан Август в края на I век пр. Хр. Обикновено не включва Коптския календар на римски Египет. Римският календар започва 753 г. пр. Хр.. За негово начало се приема основаването на град Рим на 21 април през въпросната година. 754 г. по Римския календар е година 1 по Юлианския и Грегорианския календар, който се ползва в момента.
Според римската традиция, митичният произход на античната система за летоброене се дължи на основателя на Рим, Ромул. Този първи опит за подреждане на времето е бил разделен на десет месеца, базирани на лунни изчисления, които сумарно представлявали 304 дни. Календарът през времето, в което е действал, е бил причина четирите сезона да се падат през различен месец от годината.

## Месеци
Имената на месеците поред:
1. Martius – В чест на Марс, прародител на римския народ и баща на създателя на Рим, Ромул.
2. Aprilis – Смята се, че е посветен на Венера.
3. Maius – Смята се, че е бил посветен на майката на Меркурий, Майската богиня.
4. Iunius – Посветен на Юнона. Същестуват и други по-малко известни хипотези за посвещаването му.
5. Quintilis (квинтилий, от qvinqve – пет) – След смъртта на Юлий Цезар започва да се нарича Iulius в негова чест, бидейки това месецът на неговото раждане.
6. Sextilis (секстилий, от sex – шест) – През 8 г. пр.н.е. с постановление на римския Сенат месеца е преименуван в август на името на император Октавиан Август.[1]
7. September (от septem – седем)
8. October (от octo – осем)
9. November (от novem – девет)
10. December (от decem – десет)

Следващата намеса е извършена с цел да се съчетае календарът със смяната на сезоните от цар Нума Помпилий, прибавяйки след десетичната система от месеци още два нови:
1. Ianuarius – В чест на Янус, най-древният Бог в римския пантеон.
2. Februarius – Посветен на Фебруо, по-познат под името Pluton (испански), Pluto (английски). Богът на церемониите по пречистване, които се извършвали този месец, за да се премахнат вината и грешките, допуснати през изминалата година, с цел започване новата начисто.